# Liebfrauenkirche (Freistadt)

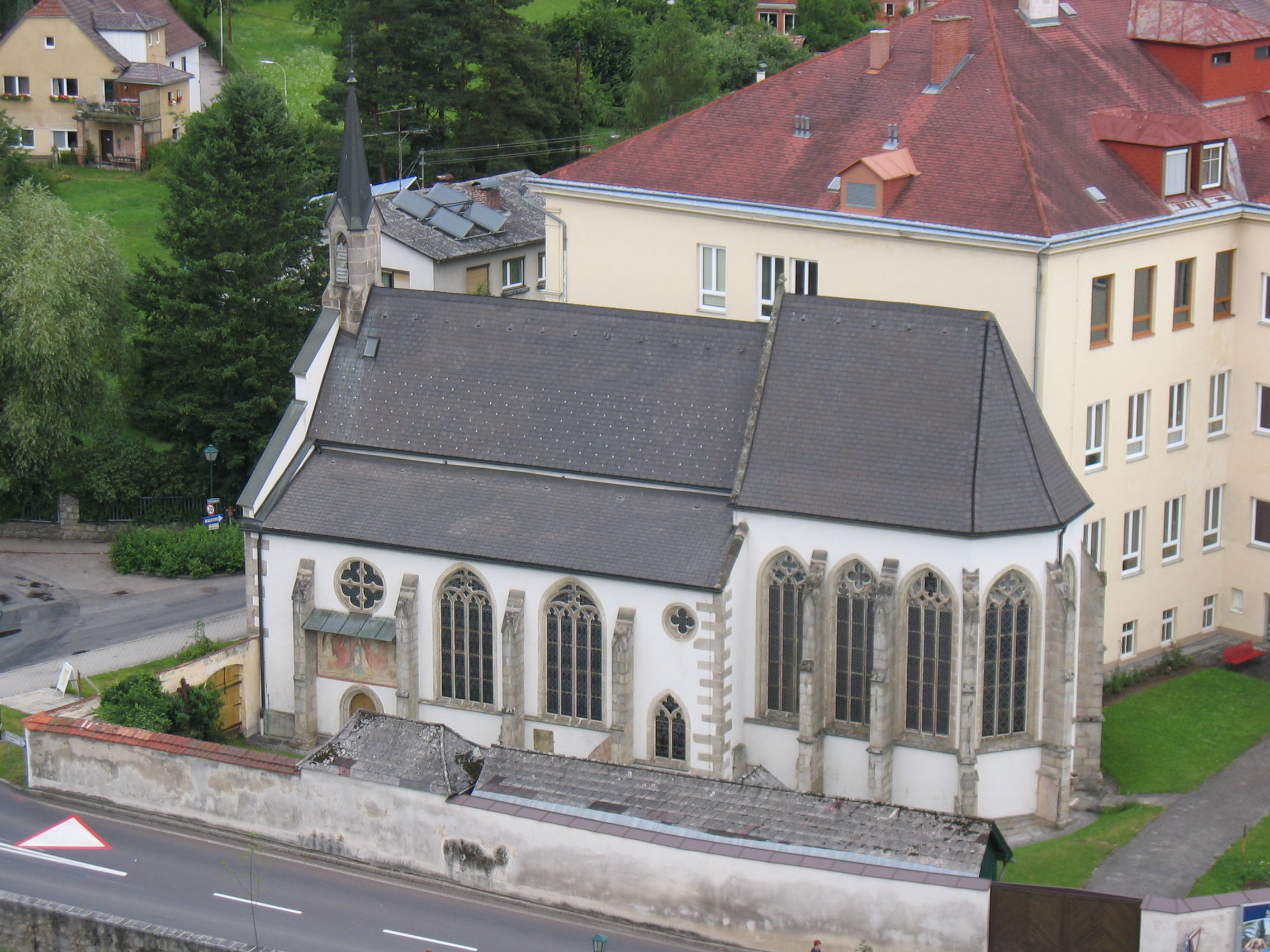
Liebfrauenkirche vom Bergfried gesehen

Die denkmalgeschützte römisch-katholische Liebfrauenkirche in Freistadt im oberösterreichischen Mühlviertel liegt außerhalb der Stadtmauer vor dem Böhmertor und wurde 1345 erstmals erwähnt. Die Hussiten brannten die Kirche 1422 nieder, die Kirche wurde daraufhin im gotischen Stil wieder aufgebaut. Die Welle der Barockisierung in Freistadt erfasste diese Kirche nicht, somit blieb die Kirche seit dem 15. Jahrhundert fast unverändert und ist als ein echtes Juwel aus der Gotik bis zum heutigen Tag erhalten. 
Die Liebfrauenkirche ist auch Namensgeberin des nahen Frauenteichs neben dem Böhmertor.

## Geschichte
Die Liebfrauenkirche wurde 1345 in einer Urkunde zum ersten Mal erwähnt und war ursprünglich eine Spitalskirche des nahen Siechenhauses. Die Kirche steht außerhalb der Stadtmauer vor dem Böhmertor an der Schmiedgasse. 1361 fiel der erste Kirchenbau einem Feuer zum Opfer und wurde durch eine neue Kirche ersetzt. Hussiten, die Freistadt bei einem der Hussiteneinfälle ins Mühlviertel vergeblich belagert hatten, brannten die Kirche abermals nieder. Der aus Stein gebaute Teil des gotischen Kirchleins, blieb erhalten und wurde beim Wiederaufbau nach dem Ende der Hussitenkriege (1436) verwendet.
Nur so kann manche Merkwürdigkeit des Langhauses erklärt werden: Von der alten Kirche übernahm man die Konstruktion einer dreischiffigen Basilika mit hohen, schlanken Säulen und einem höheren und breiteren Mittelschiff, allerdings ohne den Lichtgaden. Stattdessen kann man von außen noch schmale Fenster zwischen dem Pultdach der Seitenschiffe und dem Dach des Mittelschiffes erkennen, die an schmale Schießscharten erinnern. Da man anscheinend die vorhandenen Mauern nützen wollte, konnte man sich weder für eine reine Basilika noch für eine Hallenkirche entscheiden. Das Ergebnis war eine Mischung mit einem Gewölbe in den Seitenschiffen, das ziemlich steil zur Schildmauer des Mittelschiffes ansteigt, was zumindest ungewöhnlich ist. Die beiden Seitenschiffe schließen am Ostende über dem Seitenaltar mit einer Empore oder einem Baldachin ab und hätten mit einem gleichartigen Baldachin im Mittelschiff miteinander verbunden werden sollen, wie die Ansatzstümpfe im Mittelschiff beweisen. So wurde es aber nie ausgeführt, so dass sich der Fall ergibt, dass zwar die nördliche Empore über eine Stiege erreicht werden kann, die südliche aber überhaupt keinen Zugang hat und daher unerreichbar ist. 
Die Bauzeit selbst ist nicht ganz geklärt. Auf einem der Strebepfeiler an der Südseite des Ostchors steht die Zahl 1447, über dem Südportal findet sich beim Fresko Krönung Mariens die Jahreszahl 1482. Dies lässt darauf schließen, dass zuerst der Ostchor errichtet wurde und man später an die Erneuerung des Langhauses schritt. Dieser Neubau wurde nur sehr sparsam durchgeführt, weil inzwischen der Rat der Stadt daran dachte, den Ostchor der Stadtpfarrkirche St. Katharina neu gestalten zu lassen, was zwischen 1483 und 1501 geschah. Das Gotteshaus diente nach den beiden großen Stadtbränden (1507 und 1516), von denen sie verschont blieb, als Hauptkirche, da die Stadtpfarrkirche völlig beschädigt wurde.
Von 1608 bis 1624 diente das Gebäude den zahlreichen Freistädter Protestanten als Kirche, musste aber im Zuge der erfolgreichen Gegenreformation den Katholiken wieder zurückgegeben werden. Auch in der Barockzeit blieb die Bausubstanz der Kirche bis auf einen barocken Giebel, den man später wieder entfernte, unberührt, so dass man bei der Regotisierung um 1890 nicht allzu viele Änderungen durchgeführt wurden.
Seitdem veränderte sich die Kirche nicht mehr, sie wurde regelmäßig renoviert. Heute finden in dieser Kirche keine regelmäßigen Gottesdienste statt.

## Stadtfriedhof 1345–1855
1557 beschloss der Rat der Stadt, den seit 1345 bestehenden Friedhof rund um die Liebfrauenkirche zu vergrößern und mit einer Mauer zu umgeben. Und so wurde die Kirche zur Freistädter Friedhofskirche und blieb es, bis dieser Friedhof am 14. September 1855 aufgelassen wurde. Die Toten wurden immer durch das Südtor aus der Kirche in den Friedhof getragen, daher erhielt dieses Tor den Namen „Totentor“.
Auf dem Areal des ehemaligen Friedhofs wurde später das Kloster der Schulschwestern und im 20. Jahrhundert ein Parkplatz errichtet. Der kleine, erhaltene Rest steht unter Denkmalschutz und wird von einer arkadierten Mauer umgeben. Ein spätgotisches Schulterbogenportal und eine Loggia über der Gruft der Dechante (1620–1855) befinden sich auf dem Friedhof. Die Loggia ist einschiffig und zweijochig mit Kreuzgratgewölben und einer Wandmalerei Jüngstes Gericht aus der Zeit um 1620. An der Mauer stehen eingemauerte Grabsteine, die barock und klassizistisch gestaltet sind.

## Die Kirche außen

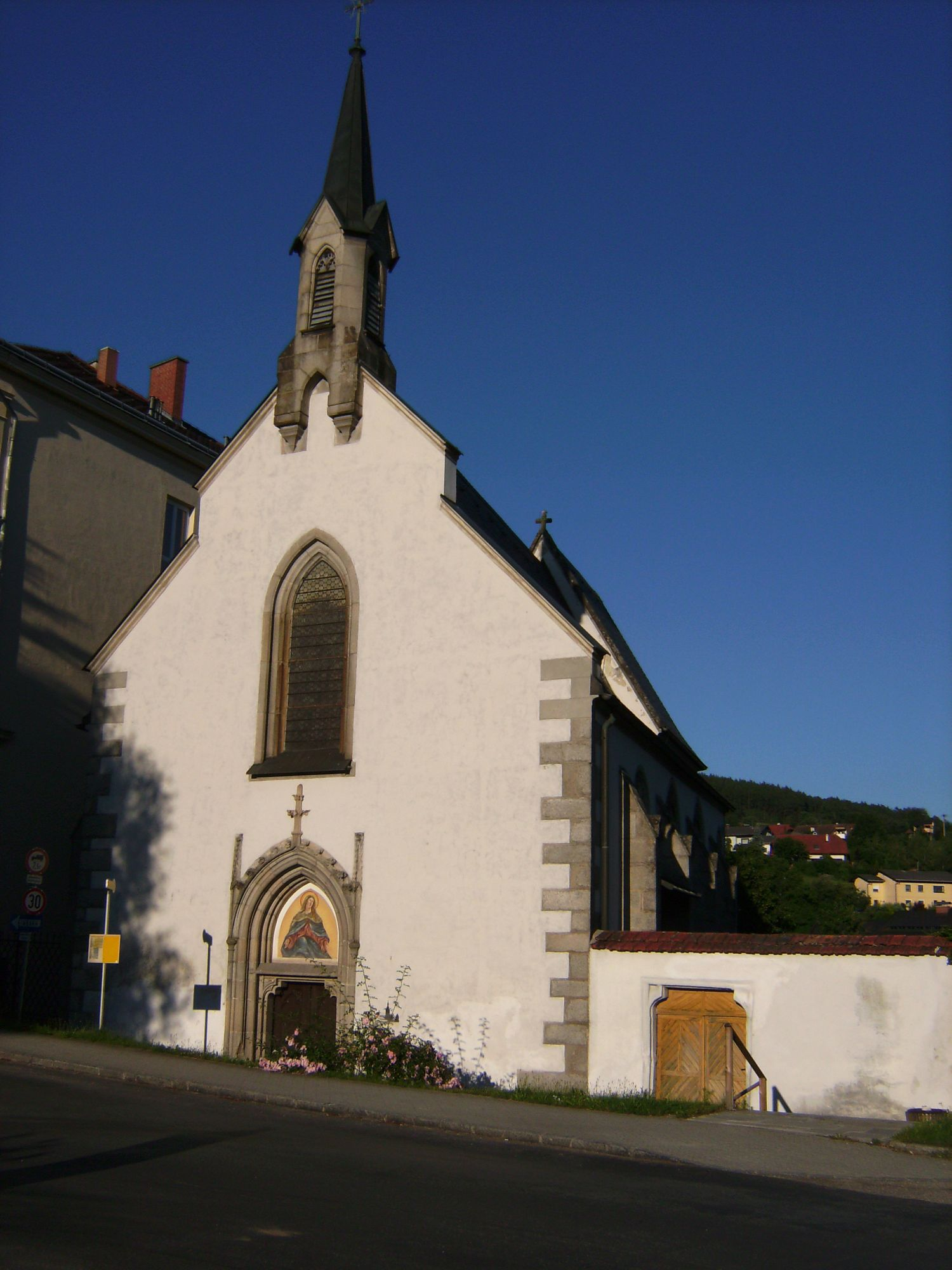
Eingang zur Liebfrauenkirche

Das Bild rechts oben zeigt die Westseite der Kirche mit dem Portal, das durch die ständige Erhöhung der Straße nur noch halb sichtbar ist und nur über hinunterführende Stufen zu erreichen ist. Über dem Eingang im Tympanon ist ein neues, aber schon leicht verblasstes Marienbild. Das hohe Spitzbogenfenster, einst ein fester Bestandteil jeder gotischen Kirche, ist im Inneren von der Orgel verstellt und hat keine Bedeutung mehr. Das kleine Türmchen ist, wie auch die beiden Seitenaltäre (Aloisius, Josef) und die Fenster des Langhauses in der Zeit der Neugotik entstanden. Die beiden Glocken, die Franz Hollederer 1861 in Linz gegossen hatte, mussten 1917 abgeliefert werden und wurden 1929 durch zwei Glocken aus der Glockengießerei St. Florian ersetzt.

## Die Kirche innen
Wenn man die Kirche durch den Westeingang betritt, ist man sofort von dem strahlend hellen Chor beeindruckt. Erwähnenswert ist auch die Architektur des Chors mit den ausgeglichenen Maßen von 9 m × 9 m × 6 m. Die Wände sind durch hohe Maßwerkfenster aufgelöst. Einst waren diese Fenster mit hervorragenden Malereien ausgestattet, von denen sich nur die in den Maßwerken erhalten haben, wie beispielsweise die Glasmalereien aus der Zeit um 1500 in den hohen Fenstern. Im ersten Fenster links oben befindet sich ein schönes Bild der Madonna, die als „Unsere liebe Frau von Freistadt“ bezeichnet wird.
Ein besonderes Kunstwerk der Gotik, das einzige dieser Art in der Stadt, ist die rund sechs Meter hohe Säule „Lux Perpetua“ für das Ewige Licht aus dem Jahre 1484 die einst für die Toten auf dem Friedhof leuchtete (Totenleuchte). Die Säule ist eine Stiftung des Bürgermeisters Horner und ein Werk des Freistädter Steinmetzmeisters Mathes Klayndl. Ende des 19. Jahrhunderts wurde sie im Rahmen der Regotisierung restauriert und im Ostchor der Liebfrauenkirche aufgestellt und so vor dem Verfall gerettet.
Der in Schwarz und Gold gehaltene Hauptaltar von dem Linzer Bildhauer Hans Hens (Henz) im Stile des ganz frühen Barock (oder der späten Renaissance) um 1640 mit dem Altarbild „Anbetung der Könige“ von Adriaen Bloemaert ist ein Weihnachts- und Marienaltar. Um das Altarbild stehen auf herausragenden Sockeln die heiligen Franz von Assisi und Antonius von Padua sowie weiter oben die Pestheiligen Rochus und Sebastian. Über dem Madonnenbild des Münchener Malers Ludwig Glötzie aus der Zeit der Regotisierung steht der Verkündigungsengel, die schönste Figur des Altares. Vor diesem Altar wurde 1648 die Rosenkranzbruderschaft in Freistadt gegründet. Der Altar gilt als ein verkleinertes Abbild des großen, 15 m hohen Barockaltars der beiden Künstler in der Stadtpfarrkirche, der 1641 aufgestellt wurde, von dem aber weder eine Beschreibung noch ein Bild erhalten geblieben sind. 
Über dem Westchor der Kirche befindet sich die Orgel mit ihrem von Orgelbau Breinbauer 1913/14 gebauten Werk, sie besitzt noch das barocke Gehäuse (spätes 18. Jh.) - Orgelgehäuse um 1780 (vermutlich vom Freistädter Orgelbauer Franz Lorenz Richter) und einem Gitter mit Blechschnitten (um 1650).

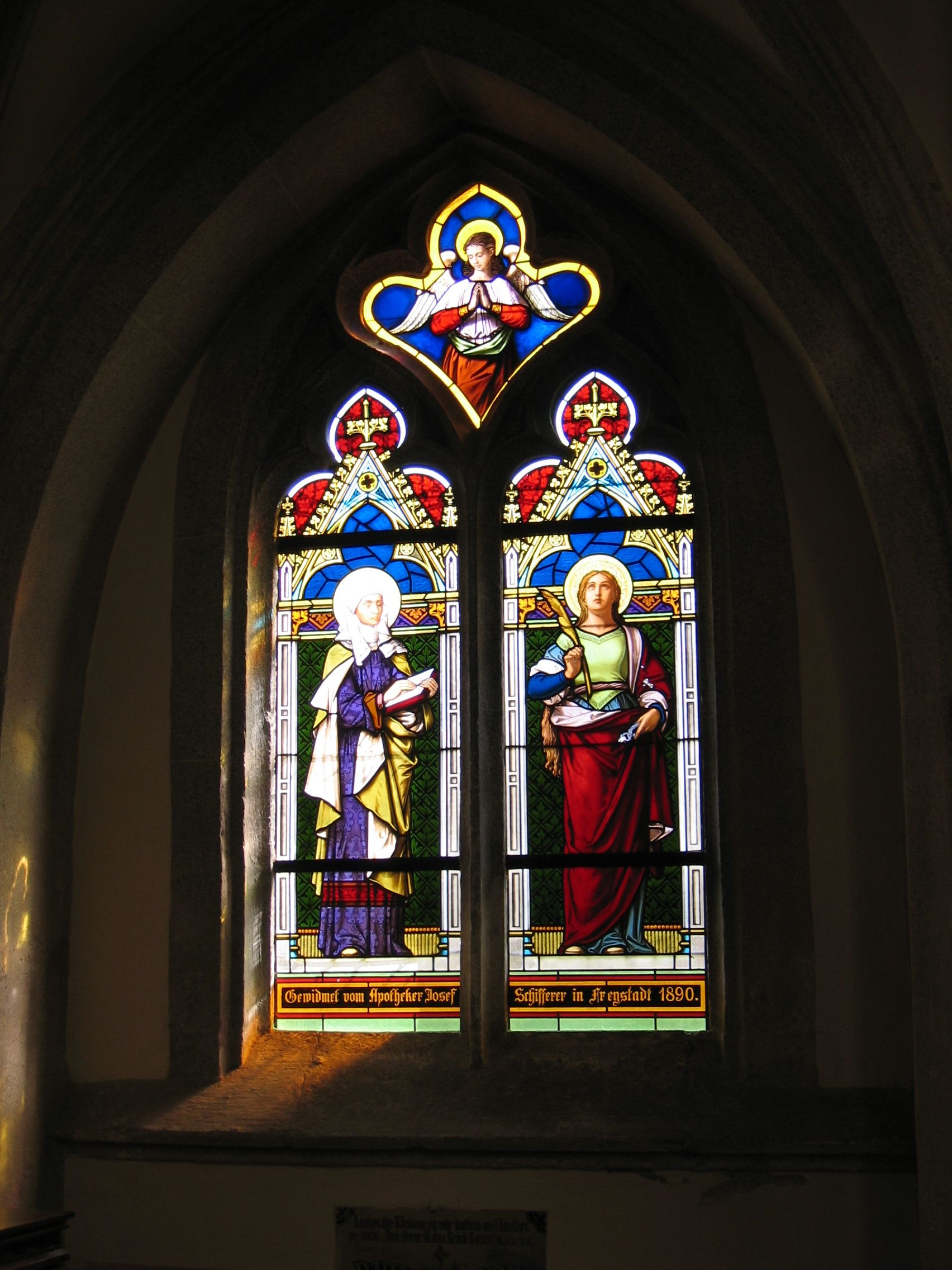
Maßwerkfenster
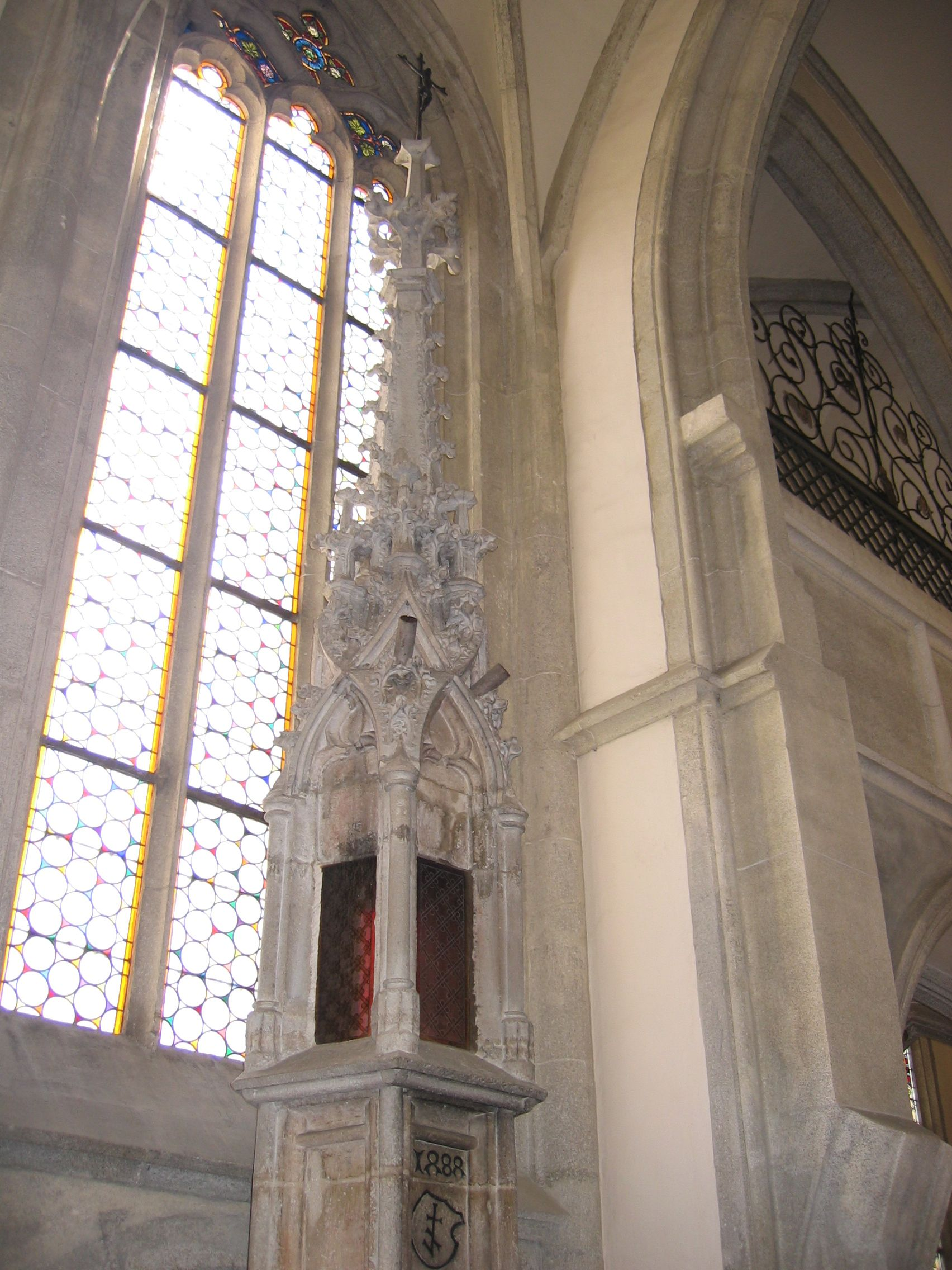
Totenleuchte
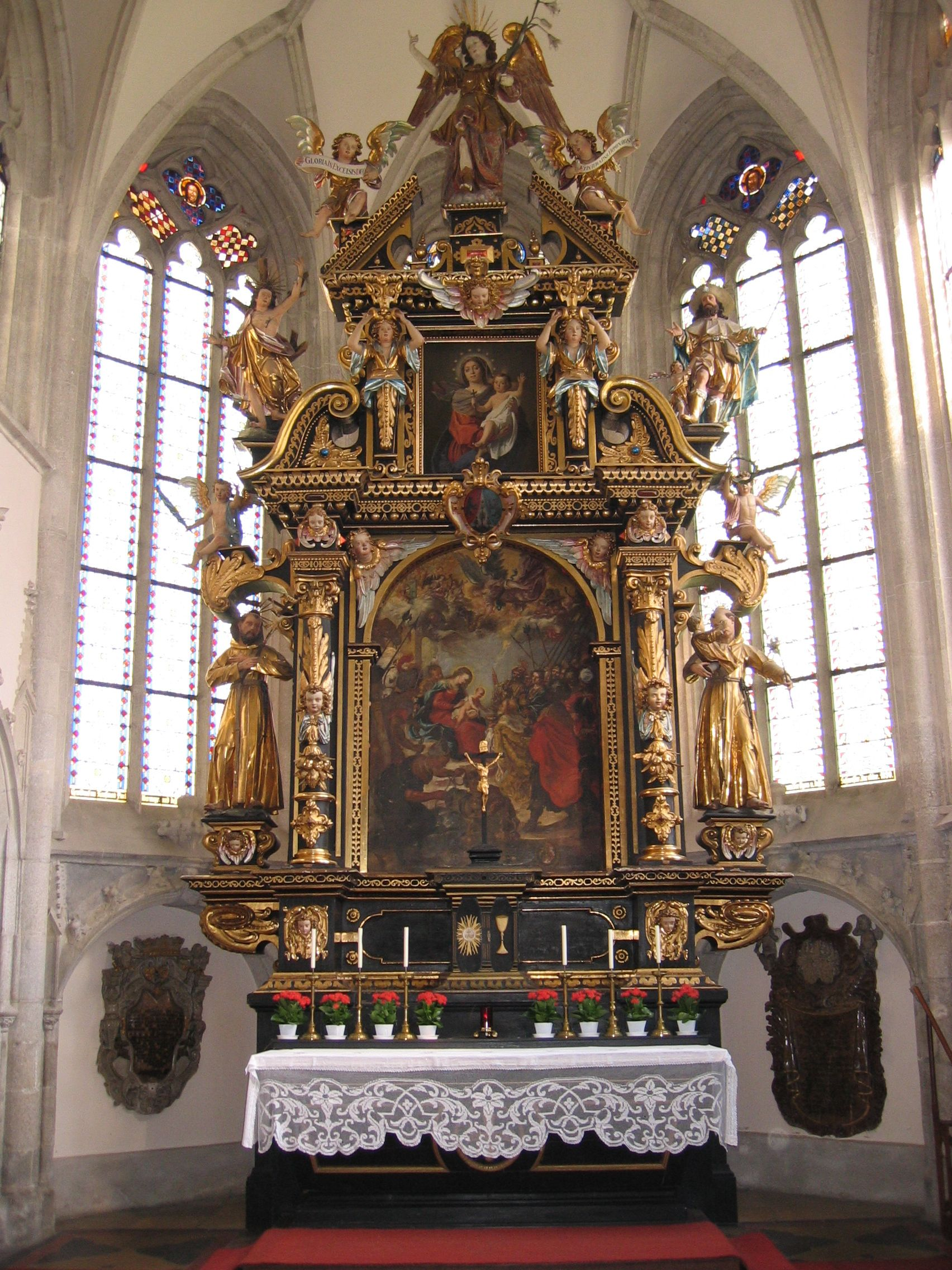
Altar
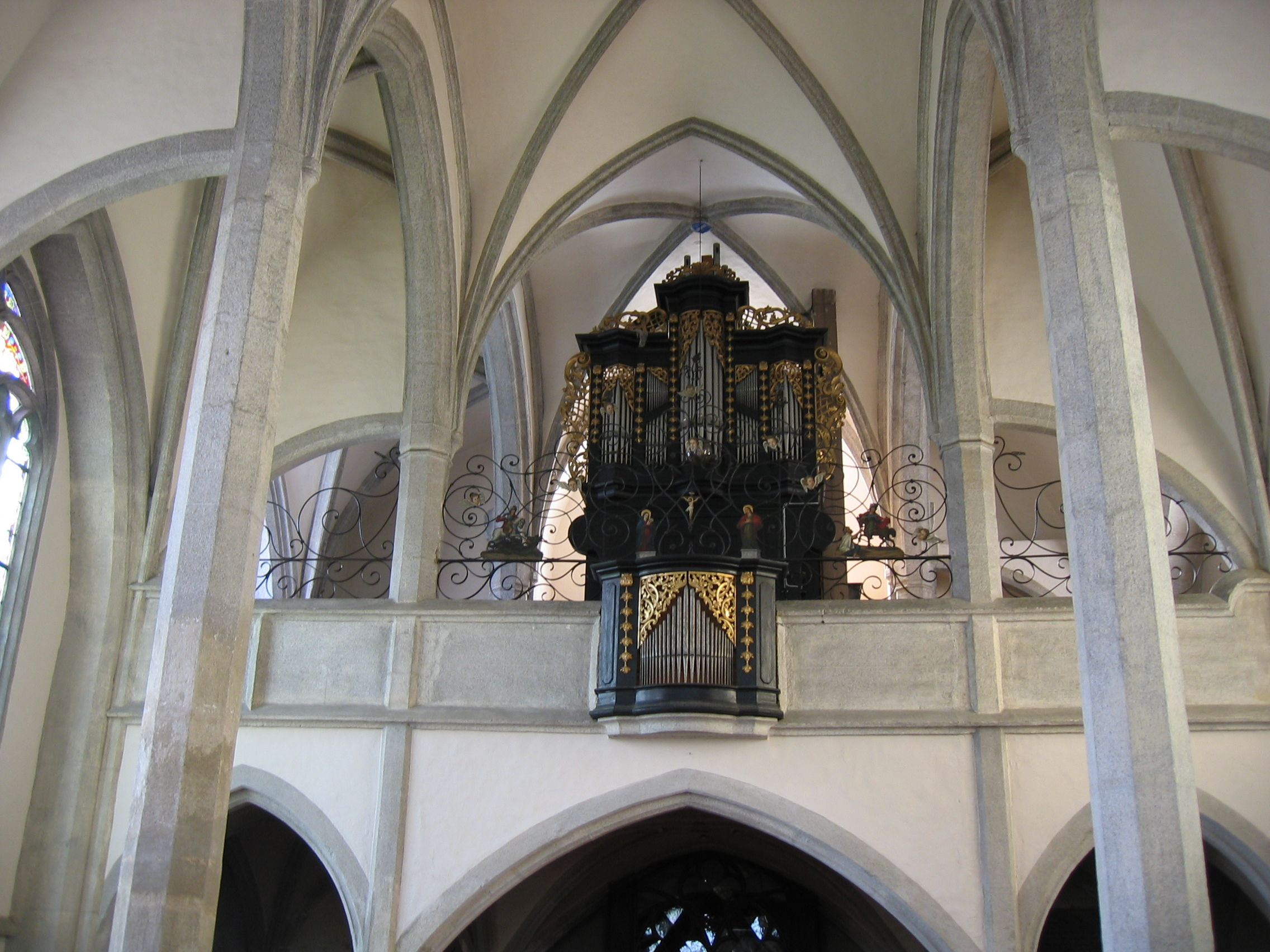
Orgel